# Shanghai Aircraft
Die Shanghai Aircraft Manufacturing Factory (SAMF), auch Shanghai Aviation Industrial Company (SAIC) oder Shanghai Aircraft Company, ist ein chinesisches Luft- und Raumfahrtunternehmen mit Sitz in Shanghai. Das Unternehmen ist Teil der China Aviation Industry Corporation I (AVIC I).
Shanghai Aircraft wurde 1950 gegründet und beschränkte sich zunächst auf Flugzeugreparaturen. Später kamen die Entwicklung und der Bau ziviler Flugzeuge hinzu.
Zu den heutigen Tätigkeiten gehören die Endmontage, die Herstellung von Flugzeugteilen und -komponenten, Reparatur und Wartung. Außerdem produziert das Unternehmen unter anderem Luftkissenfahrzeuge und Glasfassaden. 

## Produkte
- Comac C909 (Endmontage)
- Shanghai Y-10 (Entwicklung und Bau)
- MD-82 (Lizenzbau)
- MD-83 (Lizenzbau)
- MD-90 (Lizenzbau)
- Leitwerksteile für Boeing 737 und Boeing 777 .